# 呉泰次郎
呉 泰次郎（ごう たいじろう、1907年2月17日大連 - 1971年7月1日）は日本の作曲家である。叔父は小説家の村井弦斎。校歌等、学校歌の作曲なども多く手がけ、代表的なものに日本体育大学の校歌や北海道帝国大学桜星会の歌等がある。

## 経歴
大連で実業家の次男として生まれた。家は代々雅楽を行い、父は篳篥の名人で大連雅楽会長であった。母は箏を奏した。姉はピアノを弾き、チェリストの彭城昌平と結婚した関係で、泰次郎は8歳の頃から義兄にチェロを習った。また泰次郎の家は兄弟7人とも楽器を奏し、一家で合奏することもしばしばであった。
13歳より5年間、ピアノを大連音楽学校長の園山民平に、歌を東海林久子、チェロをスカルスキーに学ぶ一方で作曲を独学し、多くの習作を書いた。中学を卒業後、音楽を志す彼は家出して単身内地に渡航し、叔父の小説家村井弦斎の家に居候して東京音楽学校予科チェロ科に入学し、信時潔に師事した。苦学して本科を優等卒業、さらに研究科作曲部に進んでクラウス・プリングスハイムに師事した。聴講科、指揮法科を終えたのち、嘱託として母校新設の選科作曲部に教鞭をとり、一方で武蔵野音楽学校にて音楽理論を教えたが、上司に嫌われたため母校の職を辞した。
1939年、ワインガルトナー賞に《主題と変奏曲》で優等賞入選し、パブロ・カザルスより賞賛を受けた。1940年には理科学研究所嘱託として大河内研究所に入り、のちには土浦海軍航空隊適正研究所で音響学、聴能、自然発声の学理研究および実験を行った。
戦後は一切の勤務を止め、作曲、ピアノ、声楽を教える生活に入り、『自然発声法』を著した。1949年から1954年まで国際音楽学校作曲科主任教授、1951年からは時事新報社の音楽批評担当、1952年には第一交響楽団を、1963年には女性だけのオーケストラである日本婦人交響楽団を設立するなど精力的に活動した。なお、1961年から開始された日本寮歌祭の発起人でもあるが、旧制高等学校の卒業者が寮歌祭の主体となっていくことに不満を持ち運営から身を引いている。
主な教え子に指揮者の大町陽一郎、作曲家の石井歓・金井喜久子、編曲家・クラシック・ギター奏者の小松素臣らがいる。

## 作曲作品と作風
作風は富樫康によれば、戦前はドイツ古典派とロマン派の流れを受け継ぎながら、リヒャルト・ワーグナーのような壮大なスケールのものを好んでいたが、戦後はフランス印象派の音楽や現代アメリカ音楽の研究を始め、創作舞踊家のために多くのピアノ小品を書いた。

## 作品

### 交響曲
- 交響曲第1番(1925年)
- 交響曲第2番(1930年)
- 交響曲第3番「雲」(1938年)
- 交響曲第4番(1933年)
- 交響曲第5番「日本」(1939年)
- 交響曲第6番「アジア」(1939年)
- 交響曲第7番「祖国」(1942年)
- 交響曲第8番「長城万里」(1945年。第1楽章のみ完成)

### 管弦楽曲
- 主題と変奏ニ短調(1938年。ワインガルトナー賞優等入選)
- 序曲「雄叫び」(1939年)
- 前奏曲集(1939年・1941年)
- 大行進曲「英雄」「体育」(1940年)
- 前奏曲「昆虫」(1941年)
- 前奏曲「画舫」(1941年)
- 序曲「天山南路を越えて」(1941年)
- 大行進曲「明けゆくアジア」(1942年)
- 前奏曲「人魚の唄」(1942年)
- 前奏曲「二つのマスク」(1942年)
- 交響舞踏組曲「神秘集」(1942年)
- ワルツ「氷上の舞姫」(1947年)
- 序曲「春を待つ」(1947年)

### 声楽または朗読つき管弦楽曲
- 丘にまろびて(1935年)
- 春(1937年)
- 祖国の守り(1937年)
- 愛児の死(1938年)
- 我山上に立ちて(1939年)
- 召集令(1939年。朗読付)
- 成吉思汗(1939年。朗読付)
- 自然児(1940年。朗読付)
- 傷をなめる獅子(1941年。朗読付)
- 戦死せる弟へ(1942年。朗読付)
- 眠りのセレナーデ(1944年)
- 夜半のセレナーデ(1944年)
- ワルツ「鬼怒川の流れ」(1945年。ソプラノ、合唱と管弦楽)
- 春と恋(1946年。ソプラノと管弦楽)
- 星のセレナーデ(1946年。ソプラノと管弦楽)
- ワルツ「隅田川」(1946年。ソプラノ、合唱と管弦楽)
- 鶯の唄(1947年。ソプラノと管弦楽)
- ひばり(1947年。ソプラノと管弦楽)
- 若菜の頃(1947年。ソプラノと管弦楽)

### 協奏曲
- ピアノ協奏曲第1番ニ短調(1936年)
- ピアノ協奏曲第2番ヘ長調(1940年。1950年改作)
- ヴァイオリン協奏曲第1番(1935年)日本初のヴァイオリン協奏曲か
- ヴァイオリン協奏曲第2番(1937年)
- チェロと木魚と管弦楽のための一章(1937年)
- 前奏曲　さくら(1939年。ピアノと管弦楽のための)

### 室内楽
- チェロとピアノのためのメヌエットニ長調(1933年)
- ヴァイオリンとピアノのためのロマンスニ長調(1933年)
- ヴァイオリンとヴィオラとチェロのための主題と変奏曲(1933年)
- チェロ練習曲(1935年)
- 弦楽四重奏曲ニ短調(1935年)
- 弦楽四重奏曲ヘ短調(1938年)

### ピアノ曲
- ピアノソナタ第1番ハ短調(1915年)
- ピアノソナタ第2番ヘ短調(1919年)
- ピアノソナタ第3番ニ短調(1920年)
- ピアノソナタ第4番ハ長調(1922年)
- 満州狂想曲「満州の11月」(1926年)
- ピアノソナタ第5番ヘ長調(1927年)
- ピアノ幻想曲(1927年)
- 汚れた時計と盲目猫(1928年)
- 変奏曲ヘ短調(1931年)
- 古典的なインベンション(1935年)
- 交響詩曲「日本の幻想」(1936年)
- 前奏曲「さくら」(1936年)
- 音詩集I(1938年)
- ピアノのための詩曲(1940年)
- 8つの支那舞曲(1941年)
- 3つの東洋風舞曲(1942年)
- 音詩集II(1942年)
- ワルツ　悲しき朝(1945年)
- バレエのための前奏曲(多数)

### 合唱曲
- 祖国の守り(1936年)
- 春(1937年)
- 清き郷石狩の(1937年。北海道帝国大学桜星会三十周年記念歌)
- ワルツ「ダルニー河の流れ」(1950年。合唱と管弦楽)
- 交響詩「ブラジル」(1967年混声合唱と管弦楽)

### 歌曲
- ままごとの艸(1929年)
- まひる(1932年)
- 愛児の死(1938年)
- オホーツク海にて(1938年)
- ゴーのセレナーデ(1940年)
- 春の旅(1943年)
- 月夜(1944年)

### 歌劇
- ロサリア夫人(1943年)
- 椿咲く頃(1949年)

### 劇音楽
- 守銭奴
- 俊寬
- 王子と盗賊

## 家族・親族
- 息子は作曲家の郷伍郎[5]。